# Фу (жанр)
Фу (кит. трад. 賦, упр. 赋, пиньинь fù) — жанр китайской литературы, сочетающий в себе прозу и поэзию; наибольший расцвет фу пришёлся на времена империи Хань (II век до н. э. — II век н. э.).

## История

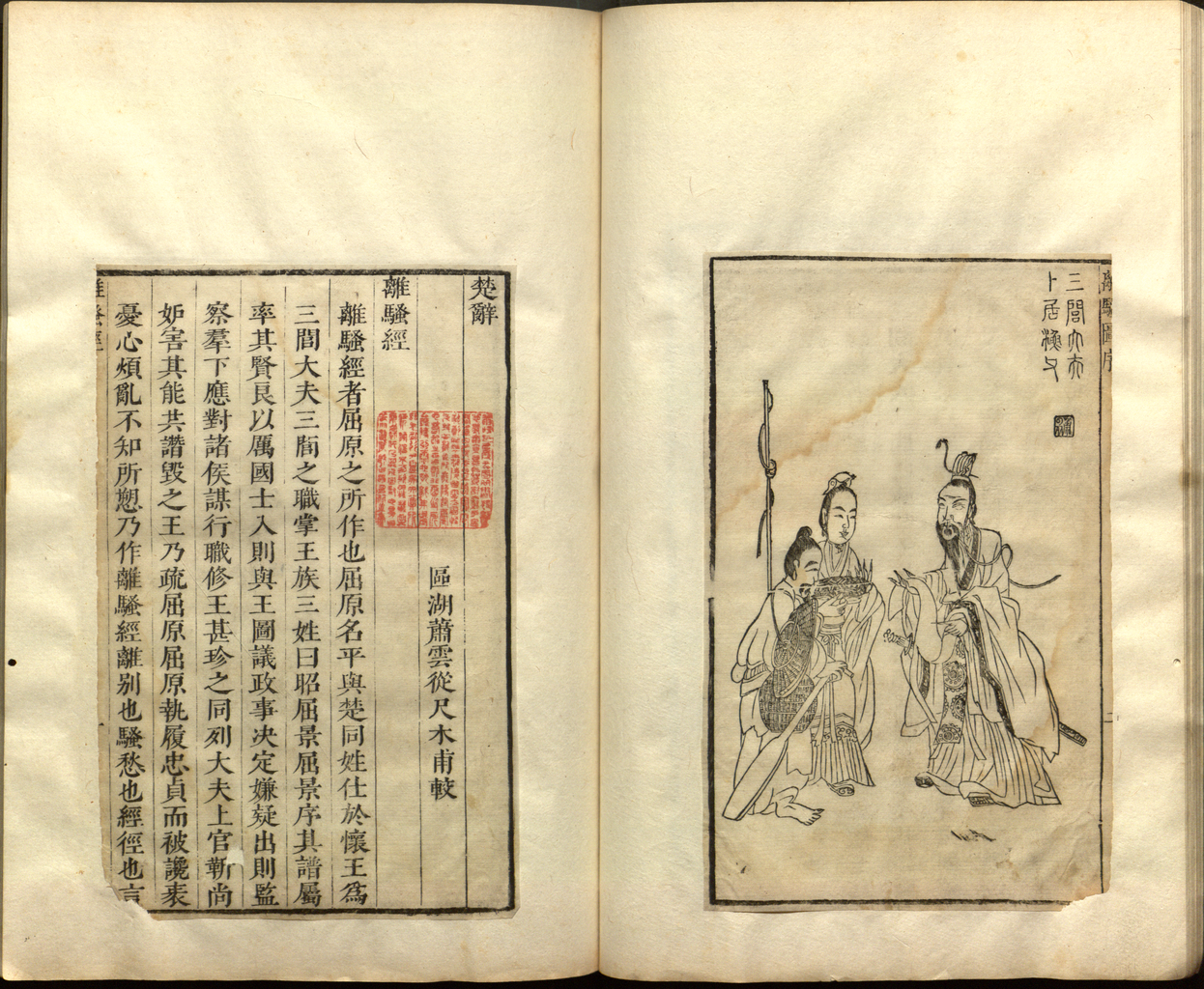
Поэма «Лисао» Цюй Юаня (фрагмент)

Точное время появления фу неизвестно, но уже в IV веке до н. э. этот жанр активно использовался.
Одним из авторов первых коротких фу (дуаньфу, кит. 短赋) стал Цюй Юань, от его поэмы «Лисао» нередко принято отсчитывать зарождение жанра. «Лисао» относят к саофу (кит. 骚赋), и, помимо фу, от неё ведёт своё происхождение также элегический жанр сао.
Наиболее популярны фу стали во времена империи Хань. В дальнейшем жанр получил развитие во времена династий Тан и Сун и использовался вплоть до начала XX века.
Среди поэтов, обращавшихся к фу, такие мастера, как Ван Цань и Сыма Сянжу.

## Описание

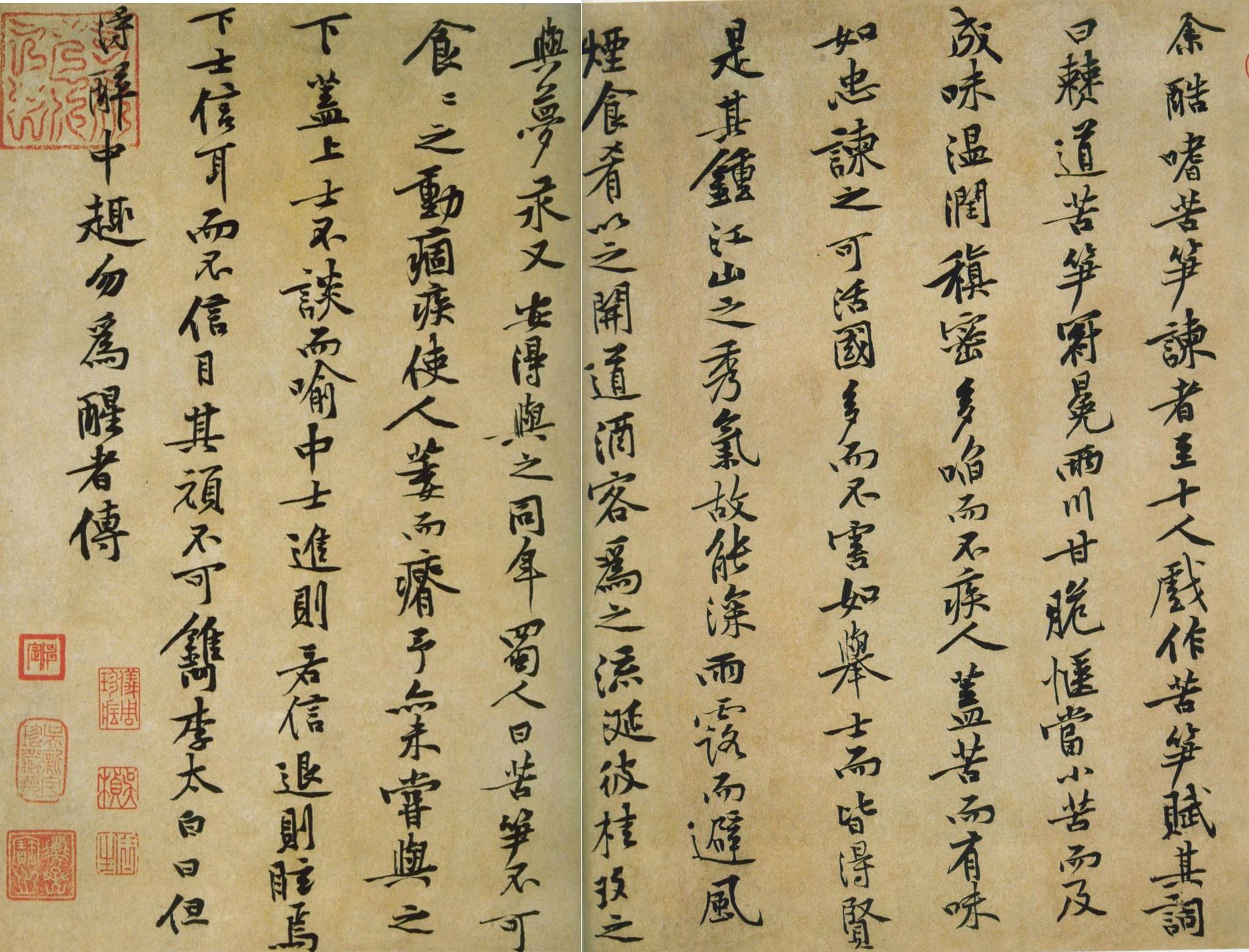
Хуан Тинцзянь, «Фу о побегах горького бамбука» (苦笋赋; 1099 год)

Фу не имеет прямого аналога в западной литературной традиции и представляет собой ритмическую прозу с поэтическими вставками. В главе «Ханьской истории», посвященной литературе (то есть главе 30), «фу» определяются как стихотворения, которые можно продекламировать, но нельзя спеть (кит. трад. 不歌而誦謂之賦). Этим они отличаются от «Книги песен» и поэзии Цюй Юаня. Стих фу неравностопный. Структурно фу обычно делится на вступление, в котором в форме диалога с правителем задаётся тема стихотворения, основную часть, в которой происходит развитие темы, и завершение, в котором автор высказывает собственное мнение об описанной теме.
Содержательно фу изначально представляли собой панегирические тексты, восхваляющие государя, державу и т. п. В Средние века в центре внимания этого жанра оказался простой человек, а также повседневные предметы и явления. В более поздние времена фу начали писаться в ключе лирических размышлений и морализаторства, стиль и язык из ярких стали более строгими.